# ジェネット・マッカーディ
ジェネット・ミシェル・フェイ・マッカーディ（Jennette Michelle Faye McCurdy、1992年6月26日 - ）は、アメリカ合衆国のプロデューサー、ディレクター、映画監督、脚本家、作家、コラムニスト、YouTuber、元女優、元声優、元シンガーソングライター、元ダンサー。ニコロデオンのシットコム『iCarly』および『サム&キャット』のサム・パケット役で知られる。

## 来歴

### 生い立ち
マッカーディは1992年6月26日、アメリカ合衆国カリフォルニア州ロングビーチで生まれ、同州ガーデングローブで育つ。2008年に「『スター・ウォーズ エピソード4/新たなる希望』でのハリソン・フォードの演技を見て、女優業に興味を持った」と語ったが、実際の理由は家計を助けることと母親の子供時代の夢を叶えることだったと明かした

### 女優

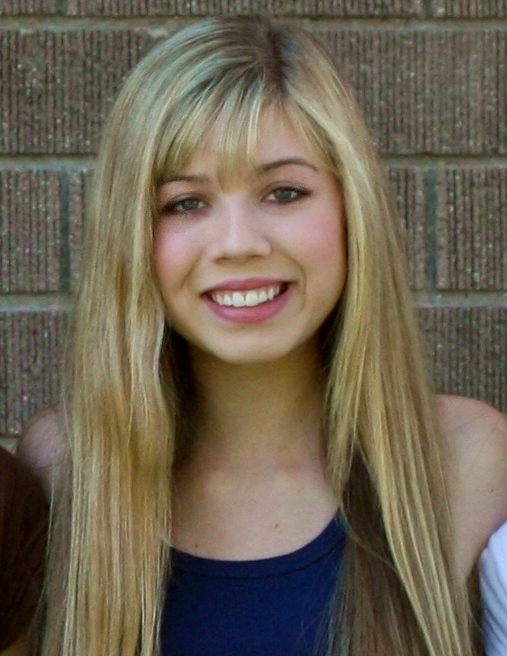
(2008年8月16日)

2000年に、『マッドTV!』出演によりデビューする。その後のテレビドラマ出演作は『CSI:科学捜査班』、『マルコム in the Middle』、『LAW & ORDER:性犯罪特捜班』、『ミディアム 霊能者アリソン・デュボア』『ふたりは友達? ウィル&グレイス』、『女検察官アナベス・チェイス』などがある。その他ニコロデオンの作品に出演し Zoey 101 （英語）、True Jackson, VP （英語）、『ビクトリアス』などがある。アニメーション番組『ザ・ペンギンズ from マダガスカル』で声の出演をしている。
2007年にコメディドラマ『iCarly』で、主人公カーリー（ミランダ・コスグローヴ）の親友サム・パケット役に選ばれブレイクする。2011年12月、大手エージェンシーにユナイテッド・タレント・エージェンシー(略称：UTA)と契約を締結したことが発表される。2012年8月、『iCarly』のサムと『ビクトリアス』のキャット（アリアナ・グランデ）を主人公としたスピンオフドラマ『サム&キャット』に同役で出演することが発表。

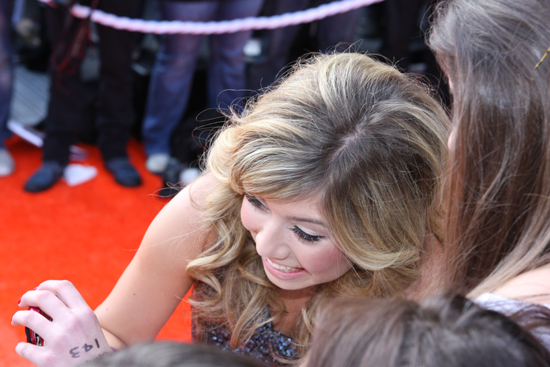
オーストラリアのキッズ・チョイス・アワードにて（2011年）

テレビ映画に出演した主な作品はニコロデオンの Best Player （英語）、Fred: The Movie （英語）、Swindle （英語）などがある。2001年、ビデオ映画『シャドー・フューリー』に出演している。2003年、ハリソン・フォード主演の映画『ハリウッド的殺人事件』に出演。2009年公開のミステリー映画Minor Details （英語）では、学校内で事件を引き起こす犯人役を演じた。
2014年、ウェブ番組 What's Next for Sarah? （英語）で主演、脚本、製作総指揮を務めている。2014年10月テレビドラマシリーズ Between （英語）に出演することが発表。2015年5月21日からネットフリックスよりストリーミング配信、City TVで放送される。
2018年、ウェブ上で公開された短編映画『Kenny』の監督を務め、監督デビューを果たした。
その一方、俳優業からは退いており、2021年より開始したリバイバル版『iCarly』の出演を見送っている。アンナ・ファリスのポッドキャスト「Empty Inside」で女優からの引退を明かしており、「過去に自分の演技した役を恥ずかしく思っている」と話した。

### 音楽活動
マッカーディは、カントリー・ミュージックの歌手としても活動しており、マッカーディ自身が作詞することもある。2009年3月10日に最初のシングル「So Close」を発売した。セカンド･シングル「Homeless Heart」は同年5月19日発売され、この曲の収益の20%は、脳腫瘍により同年3月に9歳で逝去した友人の両親が設立したコーディ・ウォーターズ財団に寄付されている。「So Close」と「Homeless Heart」は日本国内でも配信されているが、それ以外の作品は日本では未発表。2009年夏キャピトル・ナッシュビルとレコード契約を締結したことが発表される。
2010年春デビューEPリリースに先立ち6曲の中からファーストシングルを決定するためのファン投票で75,000票獲得した「Not That Far Away」（英語）がシングルとして5月に発売され、米国 ビルボード Hot Country Songs チャートで最高58位となる。
6月にカントリー歌手フェイス・ヒルのコンサートでオープニング･アクトを務めることが発表になる。
8月にデビューEP Not That Far Away （英語）が発売され ビルボード Top Country Albums チャートで最高32位、ビルボード Top Heatseekers チャートで第3位となる。収録曲は 「Not That Far Away」「Stronger」「Put Your Arms Around Someone」「Break Your Heart」である。iTunes バージョンではボーナス･トラック「Me with You」がある。その他、様々なアーティストの曲を収めたアルバム Now That's What I Call Music! Vol. 35 （英語）に「Stronger」が収録されており同年8月2日に発売されている。
2011年春シングル「Generation Love」（英語）が発売となりミュージック･ビデオも公開され、5月に ビルボード Hot Country Songs チャートで最高44位となる。
2012年2月セカンドEP(7曲収録) Jennette McCurdy （英語）が発売され、6月5日アルバム(10曲収録) Jennette McCurdy （英語）が発売される。
11月メイシーズ・サンクスギヴィング・デイ・パレードでフロートに乗りパフォーマンスを行うことが発表された。

### 慈善活動
コーディ・ウォーターズ財団、セント・ジュード小児研究病院、スターライト・チルドレンズファンデーション（英語）、T.J. Martell Foundation などで慈善活動を行っている。
スターライト・チルドレンズファンデーションのStarPower大使として活動を行い、難病を患い長期の入院治療生活をしている子供たちとその家族を支援している。
セント・ジュード小児研究病院に入院する子供たちへの寄付金集めの活動を行っており、2011年4月“GENERATION LOVE FOR ST. JUDE”モールツアーで139,643ドルの寄付金を調達している。
2012年7月、同病院へ3度目の訪問を行った。

## 人物

### 家族
兄が三人いる。『サム&キャット』に出演中だった2013年9月に、母親を乳癌で亡くしている。
2022年8月、自身の摂食障害や母親からうけた精神的・身体的な虐待について赤裸々に綴った自伝 『I'm Glad My Mom Died』(ママが死んで良かった)を出版した。

### 交友関係
『iCarly』で共演したミランダ・コスグローヴとは私生活でも親交があり、コスグローヴはインタビューで「ほぼ毎日会っている」と話している。2017年にはコスグローヴと共にプライベートで来日している。

### アリアナ・グランデとの確執
自伝の中でジェネットは『サム&キャット』の放送中、アリアナが新曲のレコーディングや授賞式への出席などで番組の撮影を休むことが日常的となったと明かし、それに伴う怒りを抑え込むのに必死だったと綴った。アリアナ演じるキャラクターを箱の中に閉じ込めるストーリーで彼女の不在に対応したエピソードが作られると聞いたときには「冗談でしょ？」と思ったといい、「私が番組を撮影している間、彼女はビルボード・ミュージック・アワードでさえずるわけ？くそったれ」と自伝の中に綴った。更にニコロデオンはアリアナに番組外の活動を許可する一方でジェネットには許可しなかったといい、そんな中アリアナが前日にトム・ハンクスの家でシャレードを楽しんだと口笛を吹きながら明かした時、ジェネットは「自分が壊れた瞬間だった」と自伝の中で明かしている。

### トラブル
2014年、下着姿で写るプライベート写真が流出するトラブルが発生した。

## 主な出演作品

### 映画
| 年   | 邦題 原題                                                   | 役名                                                                  | 備考                                         |
| ---- | ----------------------------------------------------------- | --------------------------------------------------------------------- | -------------------------------------------- |
| 2001 | シャドー・フューリー Shadow Fury                            | アンナ・マルコフ Anna Markov                                          |                                              |
| 2002 | My Daughter's Tears                                         | メアリー・フィールド Mary Fields                                      |                                              |
| 2003 | ハリウッド的殺人事件 Hollywood Homicide                     | バンに乗車している娘                                                  |                                              |
| 2003 | Taylor Simmons                                              | アマンダ・シモンズ Amanda Simmons                                     |                                              |
| 2004 | Breaking Dawn                                               | 少女                                                                  |                                              |
| 2004 | Tiger Cruise                                                | カイリー・ドーラン Kiley Dolan                                        | ディズニー・チャンネル・オリジナル・ムービー |
| 2005 | See Anthony Run                                             | ルーシー Lucy                                                         | 短編映画                                     |
| 2006 | Against Type                                                | メレディス Meredith                                                   | テレビ映画                                   |
| 2007 | The Last Day of Summer                                      | ドーリー・ソレンソン Dory Sorenson                                    | ニコロデオン・オリジナル・ムービー (英語)    |
| 2008 | iCarly: iGo to Japan                                        | サム・パケット Samantha "Sam" Puckett                                 | テレビ映画                                   |
| 2009 | Minor Details                                               | ミア Mia                                                              |                                              |
| 2010 | Fred: The Movie                                             | バーサ Bertha                                                         | ニコロデオン・オリジナル・ムービー           |
| 2011 | Best Player                                                 | クリスティーナ "プロディジー" サンダース Christina "Prodigy" Saunders | ニコロデオン・オリジナル・ムービー           |
| 2011 | The Death and Return of Superman                            | 消される女の子                                                        | 短編映画                                     |
| 2011 | Snowflake, the White Gorilla                                | ゴリラの"ペチュニア" Petunia the Gorilla                              | 声の出演、アニメーション映画                 |
| 2012 | アイス・エイジ4/パイレーツ大冒険 Ice Age: Continental Drift | 追加の声                                                              |                                              |
| 2013 | Swindle                                                     | サバンナ・ドライスデール Savannah Drysdale                            | 主演 ニコロデオン・オリジナル・ムービー      |
| 2015 | Almost Heroes 3D                                            | スー Sue                                                              | 声の出演、アニメーション映画                 |
| 2016 | ペット 檻の中の乙女 Pet                                     | クレア Claire                                                         |                                              |
| 2016 | Bling                                                       | スー Sue                                                              | 声の出演、アニメーション映画                 |
| 2018 | Little Bitches                                              | アニー Annie                                                          |                                              |
| 2018 | en:Little Bitches                                           | ペギー Peggy                                                          | 短編映画                                     |

### テレビ番組
| 年         | 邦題 原題                                                   | 役名                                                                         | 備考 |
| ---------- | ----------------------------------------------------------- | ---------------------------------------------------------------------------- | --- |
| 2000       | マッドTV! MADtv                                             | キャシディ・ギフォード Cassidy Gifford                                       | 第6シーズン第1話 「デイブ・ホームズ/スヌープ・ドッグ/ノー・ダウト」 "Dave Holmes/Snoop Dogg/No Doubt" （英語）                          |
| 2002       | CSI:科学捜査班 CSI: Crime Scene Investigation               | ジャッキー・トレント Jackie Trent                                            | 第2シーズン第20話 「猫屋敷の老婆」 "Cats in the Cradle"                                                                                 |
| 2003、2005 | マルコム in the Middle Malcolm in the Middle                | デイジー / ペネロペ Daisy / Penelope                                         | 第4シーズン第10話(第73話) 「ロイスの娘たち」 "If Boys Were Girls" 第6シーズン第21話(第128話) 「人質事件発生!?」 "Buseys Take a Hostage" |
| 2004       | Karen Sisco                                                 | ジョージー・ボイル Josie Boyle                                               | 第1シーズン第9話 "No One's Girl" |
| 2004       | Strong Medicine                                             | ヘイリー・カンポス Hailey Campos                                             | 第5シーズン第14話 "Selective Breeding"                                                                                                  |
| 2005       | LAW & ORDER:性犯罪特捜班 Law & Order: Special Victims Unit  | ホリー・パーセル Holly Purcell                                               | 第6シーズン第11話 「少女の告白」 "Contagious"                                                                                           |
| 2005       | ミディアム 霊能者アリソン・デュボア Medium                  | サラ・クルーソン Sara Crewson                                                | 第1シーズン第9話 「秘密の少女」 "Coded"                                                                                                 |
| 2005       | Judging Amy                                                 | アンバー・リード Amber Reid                                                  | 第6シーズン第22話 "My Name is Amy Gray"                                                                                                 |
| 2005       | The Inside                                                  | マディソン・セントクレア Madison St. Clair                                   | 第1シーズン第4話 "Everything Nice" |
| 2005       | Over There                                                  | リン Lynne                                                                   | 第1シーズン第8話 "Situation Normal" |
| 2005       | Zoey 101                                                    | トリシャ・カービー Trisha Kirby                                              | 第2シーズン第5話 "Bad Girl" |
| 2006       | ふたりは友達? ウィル&グレイス Will & Grace                  | ライザ Lisa                                                                  | 第8シーズン第10話 "Von Trapped" |
| 2006       | 女検察官アナベス・チェイス Close to Home                    | ステイシー・ジョンソン Stacy Johnson                                         | 第1シーズン第16話 「脱出計画」 "Escape"                                                                                                 |
| 2007       | Lincoln Heights                                             | ベッキー Beckie                                                              | 第1シーズン第3話"Betrayal"、第11話"Tricks and Treats"、第12話"House Arrest"                                                             |
| 2007-12    | アイ・カーリー iCarly                                       | サム・パケット / メラニー・パケット Samantha "Sam" Puckett / Melanie Puckett | メインキャスト |
| 2008-11    | True Jackson, VP                                            | ピンキー・ターゾ Pinky Turzo                                                 | 第1シーズン第16話 "Amanda Hires a Pink" 第2シーズン第5話 "True Drama"                                                                   |
| 2010、2013 | ザ・ペンギンズ from マダガスカル The Penguins of Madagascar | ベッキー Becky                                                               | 声の出演 第2シーズン第14話(第65話)「猟奇的な彼女たち」"Badger Pride" 第3シーズン第29話"Tunnel of Love"                                  |
| 2010       | The Cleveland Show                                          | 少女 #1                                                                      | 声の出演、第2シーズン第5話 "Little Man on Campus"                                                                                       |
| 2010       | Glenn Martin, DDS                                           | マージー Mazy                                                                | 声の出演、第2シーズン第16話 "Courtney's Pony"                                                                                           |
| 2010       | Big Time Rush                                               | トレーニングのファン                                                         | 第1シーズン第19話-第20話 "Big Time Concert"                                                                                             |
| 2011       | Cupcake Wars                                                | 本人                                                                         | ゲスト審査員、第3シーズン第13話 "Jennette McCurdy Country Cupcakes"                                                                     |
| 2011       | BrainSurge                                                  | 本人                                                                         | 出場者 |
| 2012       | ビクトリアス Victorious                                     | ポニー / リンダ / フォーン Ponnie / Linda / Fawn                             | 第3シーズン第12話(第42話) 「暴走ポニー」 "Crazy Ponnie"                                                                                 |
| 2012       | Bucket & Skinner's Epic Adventures                          | デボン Devon                                                                 | 第1シーズン第17話"Epic Break-Up: Part 1"、第18話"Epic Break-Up: Part 2"                                                                 |
| 2012       | Figure It Out                                               | 本人                                                                         | パネリスト、4エピソード |
| 2012       | Camp Orange: Girls VS Boys                                  | 本人                                                                         | 共同ホスト |
| 2013       | Ben & Kate                                                  | ベサニー Bethany                                                             | 第1シーズン第14話 「有意義な人生」 "Gone Fishin'"                                                                                       |
| 2013-14    | サム&キャット Sam & Cat                                     | サム・パケット / メラニー・パケット Samantha "Sam" Puckett / Melanie Puckett | 主演(『iCarly』と同一のキャラクター) |
| 2014       | The Birthday Boys                                           | ケンドラ・テイラー Kendra Taylor                                             | 第2シーズン第5話 "Love Date Hump" |
| 2015       | Comedy Bang! Bang!                                          | アリー・ドーソン Allie Dawson                                                | 第4シーズン第5話 "Simon Helberg Wears a Sky Blue Button Down and Jeans"                                                                 |
| 2015-16    | Between/ビトウィーン Between                                | ワイリー・デイ Wiley Day                                                     | メインキャスト |
| 2016       | en:Robot Chicken                                            | スキッパー/ナニー/ナース Skipper / Nany / Nurse                              | |
| 2016       | en:The Eric Andre Show                                      | 本人                                                                         | |

### ウェブ作品
| 年   | 題名                   | 役名                           | 備考                            |
| ---- | ---------------------- | ------------------------------ | ------------------------------- |
| 2014 | What's Next for Sarah? | サラ・ブロンソン Sarah Bronson | 主演 / 脚本 / 製作総指揮        |
| 2017 | 8 Bodies               | TJ                             | 主演 / 脚本 / 監督 / 製作総指揮 |
| 2017 | Wine and Cheese        | Jen                            | 主演 / 脚本 / 監督 / 製作総指揮 |

### テレビゲーム
| 年   | 邦題 原題                  | 役名                                  | 備考     |
| ---- | -------------------------- | ------------------------------------- | -------- |
| 2009 | iCarly                     | サム・パケット Samantha "Sam" Puckett | 声の出演 |
| 2010 | iCarly: iDream in Toons    | サム・パケット Samantha "Sam" Puckett | 声の出演 |
| 2010 | iCarly 2: iJoin the Click! | サム・パケット Samantha "Sam" Puckett | 声の出演 |

## 主な音楽作品

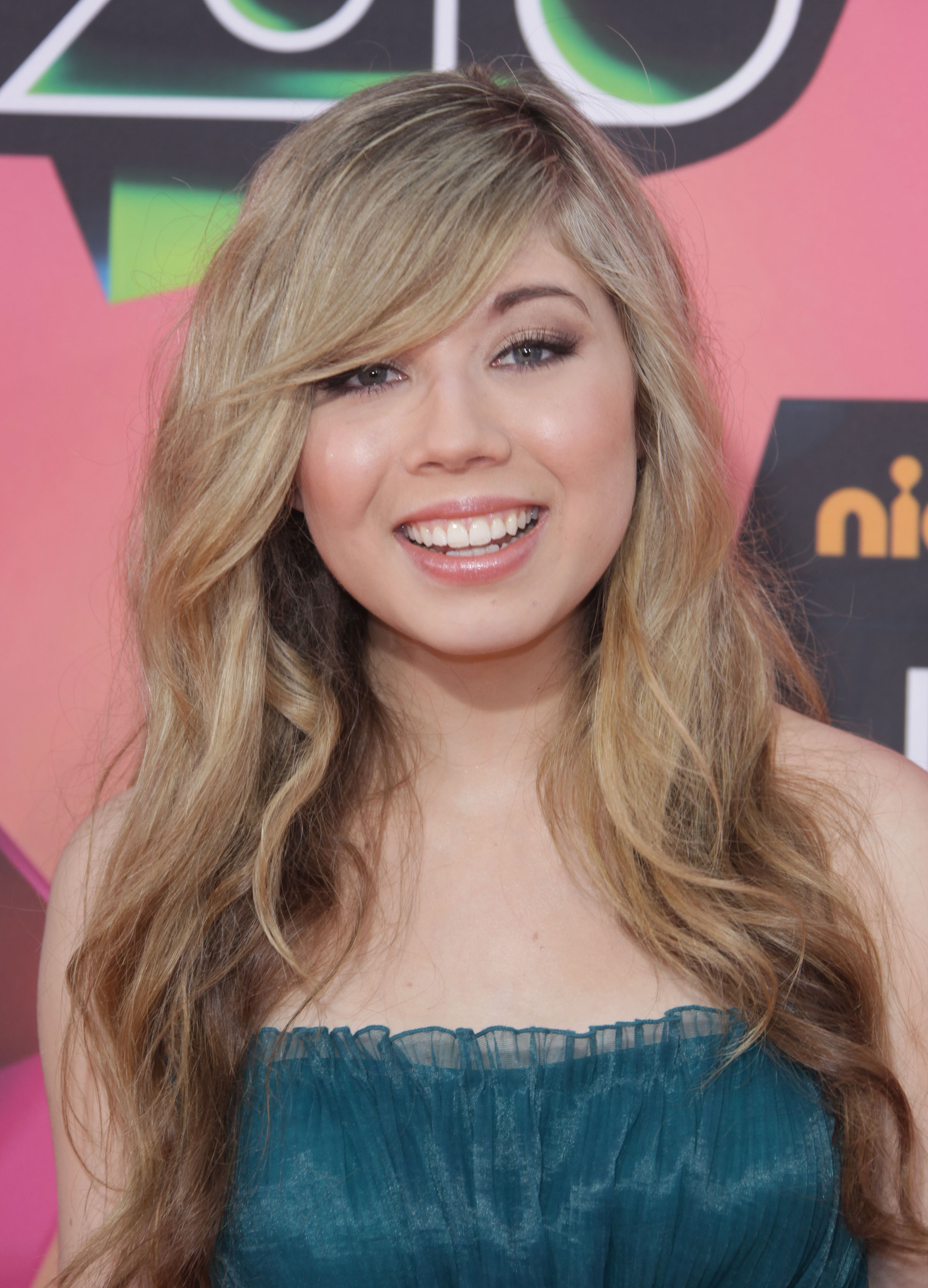
(2012年3月27日)
キッズ・チョイス・アワード

### スタジオ・アルバム
| タイトル         | アルバムの詳細 |
| ---------------- | --- |
| Jennette McCurdy | - 米国発売: 2012年6月5日 - レーベル: キャピトル・レコード・ナッシュビル - フォーマット: CD、デジタル・ダウンロード |

### EP
| Not That Far Away                                       | - 米国発売: 2010年8月17日 - レーベル: キャピトル・レコード・ナッシュビル - フォーマット: デジタル・ダウンロード | 32 | 3 | 25 |
| Jennette McCurdy                                        | - 米国発売: 2012年2月8日 - レーベル: キャピトル・レコード・ナッシュビル - フォーマット: デジタル・ダウンロード  | -  | - | -  |
| "-"はチャート圏外かチャート対象外のいずれかを意味する。 | |    |   |    |

### シングル
| 年   | 曲名                | チャート 最高順位    | チャート 最高順位 | アルバム名             |
| 年   | 曲名                | US Hot Country Songs | Country Airplay   | アルバム名             |
| ---- | ------------------- | -------------------- | ----------------- | ---------------------- |
| 2009 | "So Close"          | -                    | -                 | アルバム未収録         |
| 2009 | "Homeless Heart"    | -                    | -                 | アルバム未収録         |
| 2010 | "Not That Far Away" | 58                   | 58                | Not That Far Away (EP) |
| 2011 | "Generation Love"   | 57                   | 44                | Jennette McCurdy       |

### ミュージック・ビデオ
| 年   | 曲名                | 監督名            |
| ---- | ------------------- | ----------------- |
| 2010 | "Not That Far Away" | ローマン･ホワイト |
| 2011 | "Generation Love"   | ローマン･ホワイト |

## 受賞歴
| 年   | 賞                                        | カテゴリ                                                            | ノミネート対象                                | 結果       |
| ---- | ----------------------------------------- | ------------------------------------------------------------------- | --------------------------------------------- | ---------- |
| 2005 | ヤング･アーティスト･アワード              | テレビシリーズの最優秀演技 - ゲスト出演若手女優                     | Strong Medicine                               | ノミネート |
| 2008 | ヤング･アーティスト･アワード              | テレビ映画の最優秀演技、ミニシリーズまたはスペシャル - 若手助演女優 | The Last Day of Summer                        | ノミネート |
| 2008 | ヤング･アーティスト･アワード              | テレビシリーズの最優秀演技 - 若手助演女優                           | iCarly                                        | ノミネート |
| 2009 | ヤング･アーティスト･アワード              | テレビシリーズの最優秀演技 (コメディまたはドラマ) - 若手助演女優    | iCarly                                        | ノミネート |
| 2009 | ヤング･アーティスト･アワード              | テレビシリーズの優秀な若手パフォーマー                              | iCarly                                        | ノミネート |
| 2009 | ティーン・チョイス・アワード              | チョイス・テレビ・サイドキック                                      | iCarly                                        | ノミネート |
| 2010 | ヤング･アーティスト･アワード              | テレビシリーズの優秀な若手パフォーマー                              | iCarly                                        | ノミネート |
| 2010 | オーストラリア･キッズ・チョイス・アワード | LOL賞 (アンサンブルと共有)                                          | iCarly                                        | 受賞       |
| 2011 | キッズ・チョイス・アワード                | 好きなテレビ・サイドキック                                          | iCarly                                        | 受賞       |
| 2011 | ティーン・チョイス・アワード              | チョイス・テレビ: 女性シーン・スティーラー                          | iCarly                                        | ノミネート |
| 2011 | ティーン・チョイス・アワード              | チョイス・ミュージック: 女性カントリー・アーティスト                | 本人                                          | ノミネート |
| 2011 | オーストラリア･キッズ・チョイス・アワード | LOL賞                                                               | iCarly                                        | 受賞       |
| 2011 | ニック・ブラジル・アワード                | 最高に楽しいキャラクター                                            | iCarly                                        | 受賞       |
| 2012 | キッズ・チョイス・アワード                | 好きなテレビ・サイドキック                                          | iCarly                                        | 受賞       |
| 2013 | オーストラリア･キッズ・チョイス・アワード | オーストラリア人お気に入りのニコロデオンスター                      | ジェネット・マッカーディ                      | ノミネート |
| 2014 | キッズ・チョイス・アワード                | 好きなテレビ女優                                                    | ジェネット・マッカーディ サム&キャット        | ノミネート |
| 2014 | ウィ・ラブ・ポップ・アワード              | 主演女優                                                            | ジェネット・マッカーディ                      | ノミネート |
| 2014 | ウィ・ラブ・ポップ・アワード              | 最も楽しい友情                                                      | ジェネット・マッカーディ & アリアナ・グランデ | ノミネート |